# ¡Miseria, la Bacteria!
¡Miseria, la Bacteria!, historieta de Mortadelo y Filemón lanzada el 15 de marzo de 2017. Su autor, Francisco Ibáñez, la anunció en una entrevista a El Periódico realizada en abril de 2015 con motivo de la publicación de la aventura número 200 de la franquicia: El Tesorero.

## Trayectoria editorial
Fue creada originalmente para la colección Magos del Humor Nº172, pero su publicación se retrasó mucho tiempo, hasta lanzarse finalmente el 15 de marzo de 2017 pese a haberse elaborado, finalizado y firmado por el autor en el año 2014-2015. Se desconocen los motivos reales de tal retraso, pero todo indica a que se realizó de esta manera por marketing de aventuras prioritarias y de candente actualidad con hechos reales. 

## Sinopsis
Mortadelo y Filemón lidiarán por primera vez ante el público con Bacteria, la señora del profesor Bacterio, especializada en inventos estrambóticos del hogar (y aún más peligrosos que los de su marido), cuando ésta irrumpe en la sede de la T.I.A.. Por supuesto, todos sus inventos serán un fracaso, como ocurre con los de su marido.